# 棕榈泉 (佛罗里达州)
棕榈泉（英語：Palm Springs），是美国佛罗里达州下属的一座乡村。建立于1957年。面积约 为4.3平方公里（约合1.7平方英里）。根据2010年美国人口普查，该市有人口18,928人。论人口在本州排行第108。